# Per Togner
Per Togner, född 10 april 1955, är en svensk före detta bandyspelare för Nässjö IF, IF Boltic, Vetlanda BK och IF Göta Bandy. Han har vunnit två VM-guld år 1981 och 1983 och blev årets man i svensk bandy år 1980. Han var med om att vinna sju SM-guld med Boltic.
Stor grabb nr 179

### Fotnoter
1. ↑  https://web.archive.org/web/20100821085441/http://www.vlbk.se/content/news/matchprogram/8283final.pdf
2. ↑  Argus,Arne (1998) 100 Bandyfinaler s.117